# Al'bert Borzenkov
Al'bert Valentinovič Borzenkov (in russo Альберт Валентинович Борзенков?; Kursk, 3 gennaio 1973) è un ex calciatore e allenatore di calcio russo, di ruolo difensore.